# Falcinodes rufula
Falcinodes rufula är en fjärilsart som beskrevs av W. Warren 1897. Falcinodes rufula ingår i släktet Falcinodes och familjen Uraniidae. Inga underarter finns listade i Catalogue of Life.